# Цепелюв (Любуське воєводство)
Цепелюв (пол. Ciepielów, нім. Tschöplau, 1936-1945 Waldruh) — село в Польщі, у гміні Нова Суль Новосольського повіту Любуського воєводства.
Населення — 174 особи (2011).
У 1975-1998 роках село належало до Зеленогурського воєводства.

## Демографія
Демографічна структура станом на 31 березня 2011 року:
|          | Загалом | Допрацездатний вік | Працездатний вік | Постпрацездатний вік |
| -------- | ------- | ------------------ | ---------------- | -------------------- |
| Чоловіки | 99      | 32                 | 58               | 9                    |
| Жінки    | 75      | 20                 | 42               | 13                   |
| Разом    | 174     | 52                 | 100              | 22                   |